# Edward J. Hart

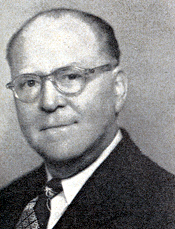
Edward J. Hart

Edward Joseph Hart (* 25. März 1893 in Jersey City, New Jersey; † 20. April 1961 in West Allenhurst, New Jersey) war ein US-amerikanischer Politiker. Zwischen 1935 und 1955 vertrat er den Bundesstaat New Jersey im US-Repräsentantenhaus.

## Werdegang
Edward Hart besuchte die öffentlichen Schulen seiner Heimat sowie das Saint Peter’s College, das er im Jahr 1913 absolvierte. Zwischen 1913 und 1917 war er Sekretär der Excise Commission in Washington, D.C.; von 1916 bis 1921 arbeitete er für die Steuerbehörde. Nach einem Jurastudium an der Georgetown University und seiner 1924 erfolgten Zulassung als Rechtsanwalt begann er ab 1927 in Jersey City in diesem Beruf zu arbeiten. Zwischen 1930 und 1934 gehörte er zu den juristischen Beratern dieser Stadt. Gleichzeitig schlug er als Mitglied der Demokratischen Partei eine politische Laufbahn ein. Zwischen 1944 und 1949 war er Vorsitzender der Demokraten auf Staatsebene.
Bei den Kongresswahlen des Jahres 1934 wurde Hart im 14. Wahlbezirk von New Jersey in das US-Repräsentantenhaus in Washington gewählt, wo er am 3. Januar 1935 die Nachfolge von Oscar L. Auf der Heide antrat. Nach neun Wiederwahlen konnte er bis zum 3. Januar 1955 zehn Legislaturperioden im Kongress absolvieren. Während seiner Zeit im Kongress wurden dort bis 1941 noch weitere New-Deal-Gesetze der Bundesregierung unter Präsident Franklin D. Roosevelt verabschiedet. Seit 1941 war auch die Arbeit des Kongresses von den Ereignissen des Zweiten Weltkrieges überschattet. In die zweite Hälfte seiner Zeit im Kongress fielen der Beginn des Kalten Krieges, der Koreakrieg und innenpolitisch die Bürgerrechtsbewegung. Im Jahr 1951 wurde der 22. Verfassungszusatz ratifiziert. Von 1943 bis 1945 war Hart Vorsitzender des Committee on War Claims; danach leitete er von 1945 bis 1947 den Ausschuss für unamerikanische Umtriebe. Von 1949 bis 1955
führte er den Vorsitz im Ausschuss für Fischerei und die Handelsmarine.
Im Jahr 1954 verzichtete Edward Hart auf eine weitere Kandidatur. Zwischen 1955 und 1960 gehörte er der Staatskommission für die öffentliche Versorgung an. Er starb am 20. April 1961 in West Allenhurst.